# Гачице
Гачице су насељено место у Републици Хрватској у Вараждинској жупанији. Административно је у саставу града Иванца. Простире се на површини од 5,20 km²
Насеље се налази 14 км југозападноно од центра жупаније Вараждина, а 7 км источно од планине Иваншчице.

## Становништво
На попису становништва 2011. године, Гачице су имале 355 становника.
Према попису становништва из 2001. године у насељу Гачице живело је 387 становника. који су живели у 106 породичних домаћинстава Густина насељености је 74,42 становника на km²
Кретање броја становника по пописима 1857—2001.
| година пописа  | 1857. | 1869. | 1880. | 1890. | 1900. | 1910. | 1921. | 1931. | 1948. | 1953. | 1961. | 1971. | 1981. | 1991. | 2001. |
| бр. становника | 258   | 277   | 286   | 370   | 424   | 491   | 457   | 493   | 540   | 547   | 497   | 440   | 427   | 396   | 387   |

## Попис1991.
На попису становништва 1991. године, насељено место Гачице је имало 396 становника, следећег националног састава:
| Попис 1991.‍ | Попис 1991.‍ | Попис 1991.‍ | Попис 1991.‍ | Попис 1991.‍ |
| ----------- | ----------- | ----------- | ----------- | ----------- |
|             |             |             |             |             |
| Хрвати      | Хрвати      |             | 395         | 99,74%      |
| непознато   | непознато   |             | 1           | 0,25%       |
| укупно: 396 |             |             |             |             |